# Lala Sjöqvist
Lala Sjöqvist (suec: Lala Valborg Sjöqvist)  (Ryssby, 23 de setembre de 1903 - Rockneby, 8 d'agost de 1964) fou un saltadora sueca que va competir durant la dècada de 1920. Era germana de la també saltadora Ingeborg Sjöqvist.
El 1928 va prendre part en els Jocs Olímpics d'Amsterdam, on va guanyar la medalla de bronze en la prova del salt de palanca de 10 metres del programa de salts.